# Erica valida
Erica valida är en ljungväxtart som beskrevs av H. A. Baker. Erica valida ingår i släktet klockljungssläktet, och familjen ljungväxter. Inga underarter finns listade i Catalogue of Life.